# Malmab
Le Malmab est le service de contre-espionnage militaire israélien, qui a été créé en 1958.

## Description
Le service a été dirigé jusqu'à la mi-2007 par Yehiel Horev. Il a été remplacé en août 2007 par Amir Kain. Les missions du Malmab sont d'assurer la sécurité des troupes de Tsahal, l'armée israélienne, en évitant les infiltrations ennemies. Son équivalent en France est la DRSD, la Direction du renseignement et de la sécurité de la défense.
Le Malmab opère également comme service de renseignement chargé du renseignement technologique. Cette fonction dépendait à l'origine du Lakam, mais en 1986, à la suite de l'arrestation de l'analyste du renseignement de la marine américaine Jonathan Pollard qui avait été recruté par le Lakam, elle fut transférée au Malmab.

## Directeurs du Malmab
- Haim Kermun (1958–1986)
- Yehiel Horev (1986–2007)
- Amir Kane (2007-2015)
- Nir Ben Moshee (depuis 2015)